# Route départementale 25 (Charente-Maritime)
Pour les articles homonymes, voir Route départementale 25.
La route départementale 25 est une route départementale située dans le département français de la Charente-Maritime.
Constituant une des armatures du réseau routier de l'agglomération de Royan, elle relie les villes de La Tremblade (au nord) et de Meschers-sur-Gironde (au sud). Elle se confond avec la rocade Ouest de La Tremblade et forme entre Saint-Augustin et Saint-Georges-de-Didonne la rocade de Royan.